# Mihăileni (Botoșani)

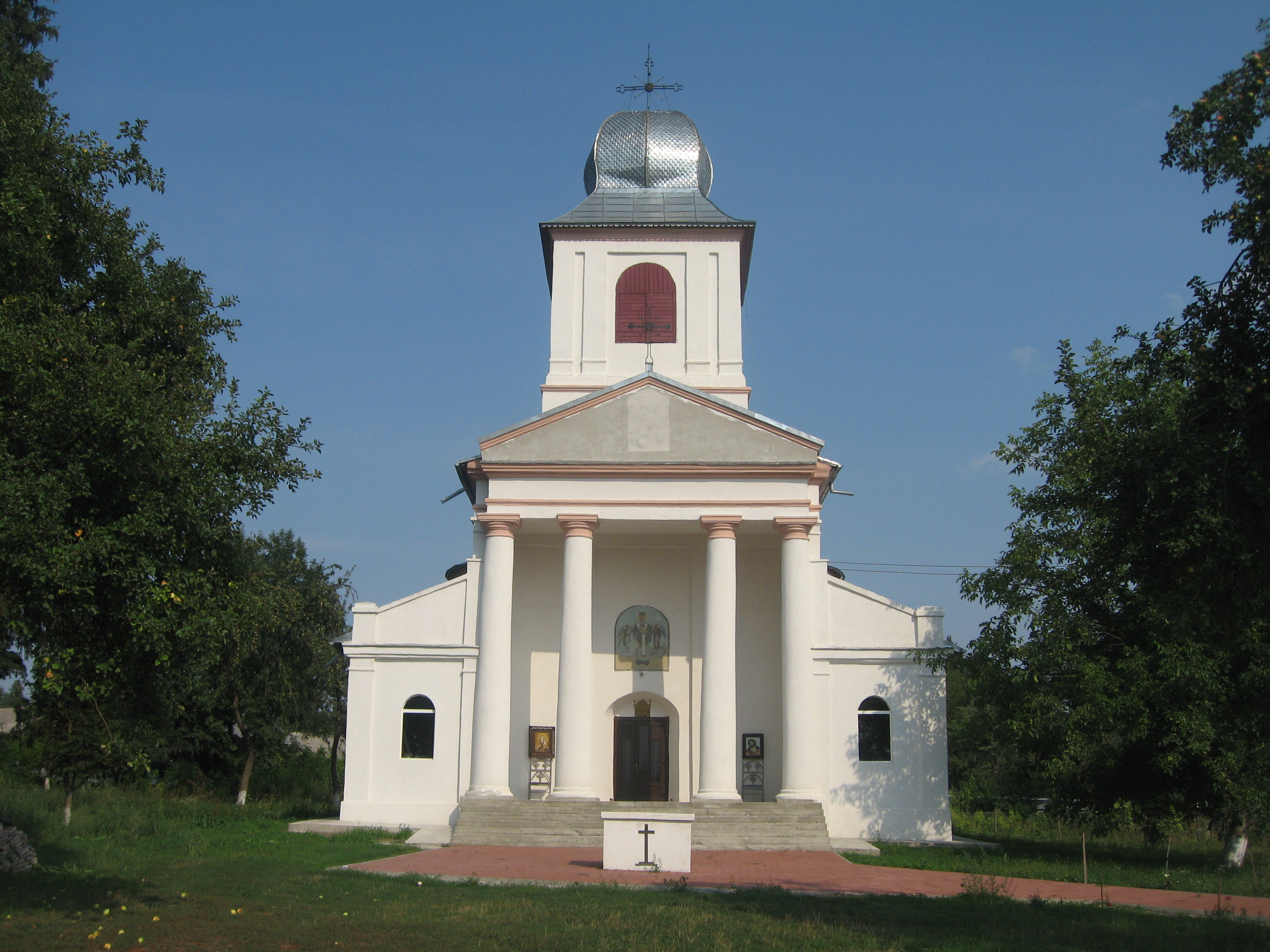
Kirche St. Nicolae

Mihăileni ist eine Gemeinde im Kreis Botoșani. Sie besteht aus drei Dörfern Mihăileni, Pârâu Negru und Rogojești.

## Lage
Rogojești und das ehemalige Dorf Sinăuții de Jos (heute Teil von Mihăileni) liegen in der historischen Region Bukowina, während der Rest von Mihăileni und Pârâu Negru in der Westmoldau liegt.

## Geschichte und Bevölkerung
Mihăileni wurde 1792 gegründet, nachdem eine Zollstation zwischen Österreich und Moldawien eröffnet wurde.
Bei der Volkszählung 2011 waren 83,4 % der Einwohner Rumänen und 14,3 % Ukrainer. Bei der Volkszählung 2002 waren 89 % rumänisch-orthodox und 8,7 % pfingstkirchlich.

## Persönlichkeiten
- Leo Goldhammer (1884–1949), österreichisch-israelischer Zionist